# Église Notre-Dame-de-Lourdes de Strasbourg
Pour les articles homonymes, voir Église Notre-Dame-de-Lourdes.
L'église Notre-Dame-de-Lourdes est une église catholique située rue du Hohwald dans le quartier de la gare à Strasbourg.